# Really Fast vol. 1
Really Fast vol.1 är en samlingsskiva från skivbolaget Really Fast records. Den släpptes på LP i juni 1983, den släpptes först i 1600 ex.

## Låtförteckning
| Nr  | Artist                                    | Titel                                  |  |
| --- | ----------------------------------------- | -------------------------------------- |  |
| 1.  | Missbrukarna                              | Den Ömsesidigt Garanterade Förintelsen |  |
| 2.  | Missbrukarna                              | Mutera                                 |  |
| 3.  | Missbrukarna                              | Tredje Rikets SalBenzin                |  |
| 4.  | Anti Cimex                                | Progiera Power                         |  |
| 5.  | Anti Cimex                                | I Skuggan Av Ett Krig                  |  |
| 6.  | Anti Cimex                                | Krossa NRP                             |  |
| 7.  | Kurt I Kuvös                              | No Religion                            |  |
| 8.  | Kurt I Kuvös                              | Arne Weise                             |  |
| 9.  | Product Assar                             | Regeringen                             |  |
| 10. | Product Assar                             | Livet Är En Plåga                      |  |
| 11. | Hidden Industrials                        |                                        |  |
| 12. | Terror Pop                                | Du Är Död                              |  |
| 13. | Terror Pop                                | Dom Tar Allt Jag Har                   |  |
| 14. | Asta Kask                                 | Ditt Liv                               |  |
| 15. | Asta Kask                                 | Fänrik Fjun                            |  |
| 16. | Huvudtvätt                                | Diskad                                 |  |
| 17. | Huvudtvätt                                | Kalldusch                              |  |
| 18. | Huvudtvätt                                | (Enstaka) Skurar                       |  |
| 19. | Nasty Boys                                | Cancer                                 |  |
| 20. | Nasty Boys                                | Jag Hatar (Discofreaks)                |  |
| 21. | D.N.A                                     | Heureka                                |  |
| 21. | D.N.A                                     | Döda Hjärnor                           |  |
| 21. | D.N.A                                     | Disciplin                              |  |
| 21. | Destroy                                   | Snutstat -82                           |  |
| 21. | Destroy                                   | Jag Är En Soldat                       |  |
| 21. | Destroy                                   | US Army                                |  |
| 21. | Sune Studs & Grönlandsrockarna            | Våld                                   |  |
| 21. | E.A.T.E.R. - Ernst and the Edsholm Rebels | Krigets Vansinne                       |  |
| 21. | E.A.T.E.R. - Ernst and the Edsholm Rebels | Doomsday Troops                        |  |
| 21. | P-Nissarna                                | Fred & Anarki                          |  |
| 21. | P-Nissarna                                | En Polismans Ord                       |  |